# Crataegus mollis
Crataegus mollis, el Acerolo rojo, es una especie arbórea de la familia de las Rosáceas. Aparece en el este de Norteamérica desde el sureste de Dakota del Norte al este hasta Nueva Escocia y suroeste a este de Texas. Este árbol habita en las tierras boscosas, la frontera de la pradera y el sotobosque de sabana del Medio oeste.

## Descripción
Este árbol crece hasta 10-13 m de alto con una densa corona de ramas espinosas y un tronco de color gris ceniza. Las hojas tienen una longitud de 5-10 cm y a menudo bajan a finales del verano debido a la defoliación por las enfermedades de las hojas. El árbol parece que padece poco la pérdida temprana de sus hojas. Está entre los primeros del género en florecer, el acerolo rojo tiene el fruto que madura antes, que decora el árbol sin hojas a finales del verano y principios del otoño. Se relaciona estrechamente con Crataegus submollis, pero las dos especies tienen áreas de distribución diferentes. Entre otras diferentcias entre estas dos especies, C. submollis tiene aproximadamente 10 estambres, mientras que C. mollis tiene aproximadamente 20 estambres por flor.
Las flores blancas surgen en racimos al final de las ramas en la primavera. El fruto comestible de rojo brillante madura a finales del verano y principios de otoño y caen poco después.
Esta especie es el objetivo de las lagartas peludas. La herrumbre de las hojas y del fuego bacteriano se encuentran entre las muchas enfermedades del follaje que afectan a esta especie. Esta especie no suele cultivarse.

## Imágenes

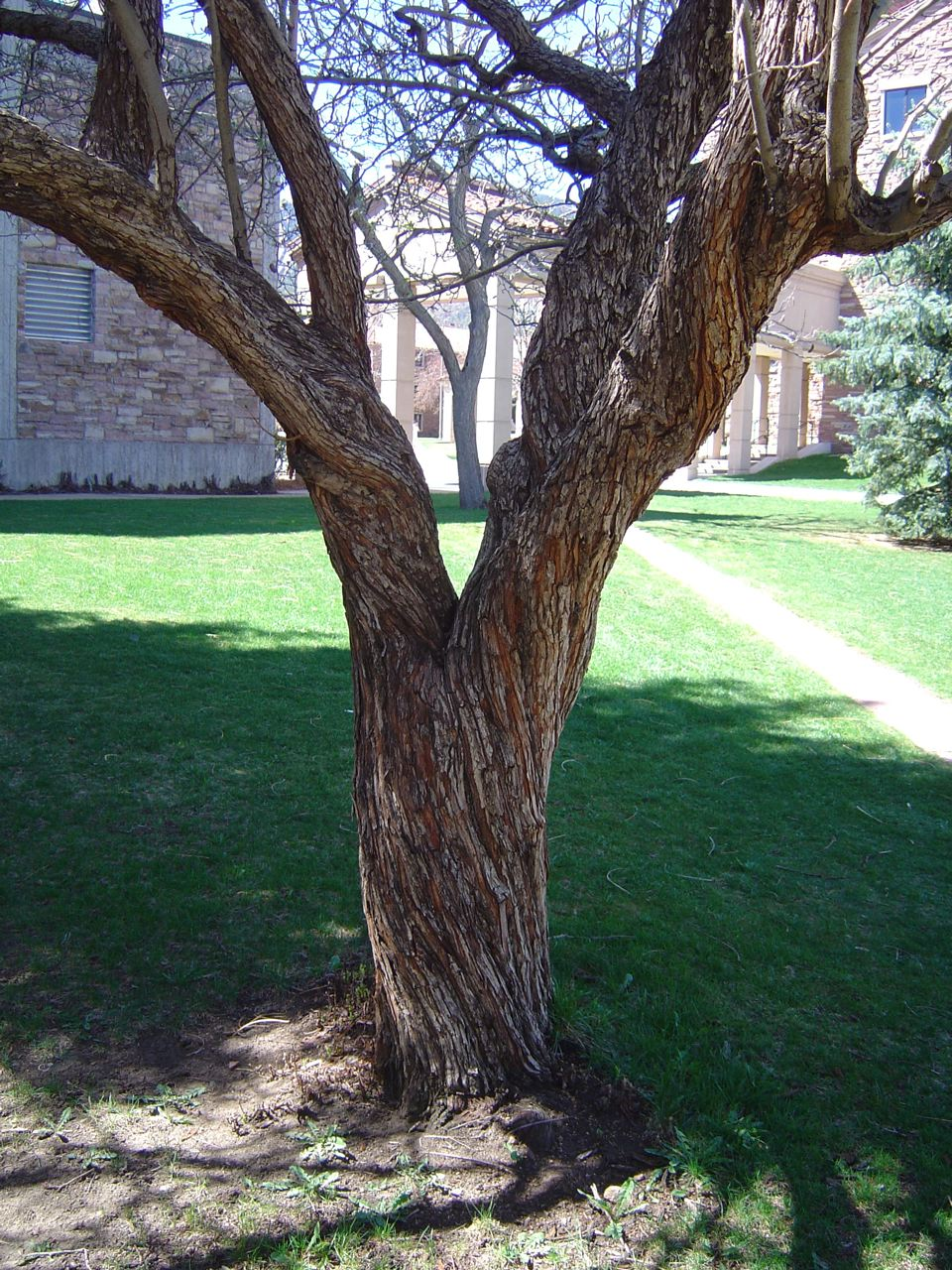
Tronco
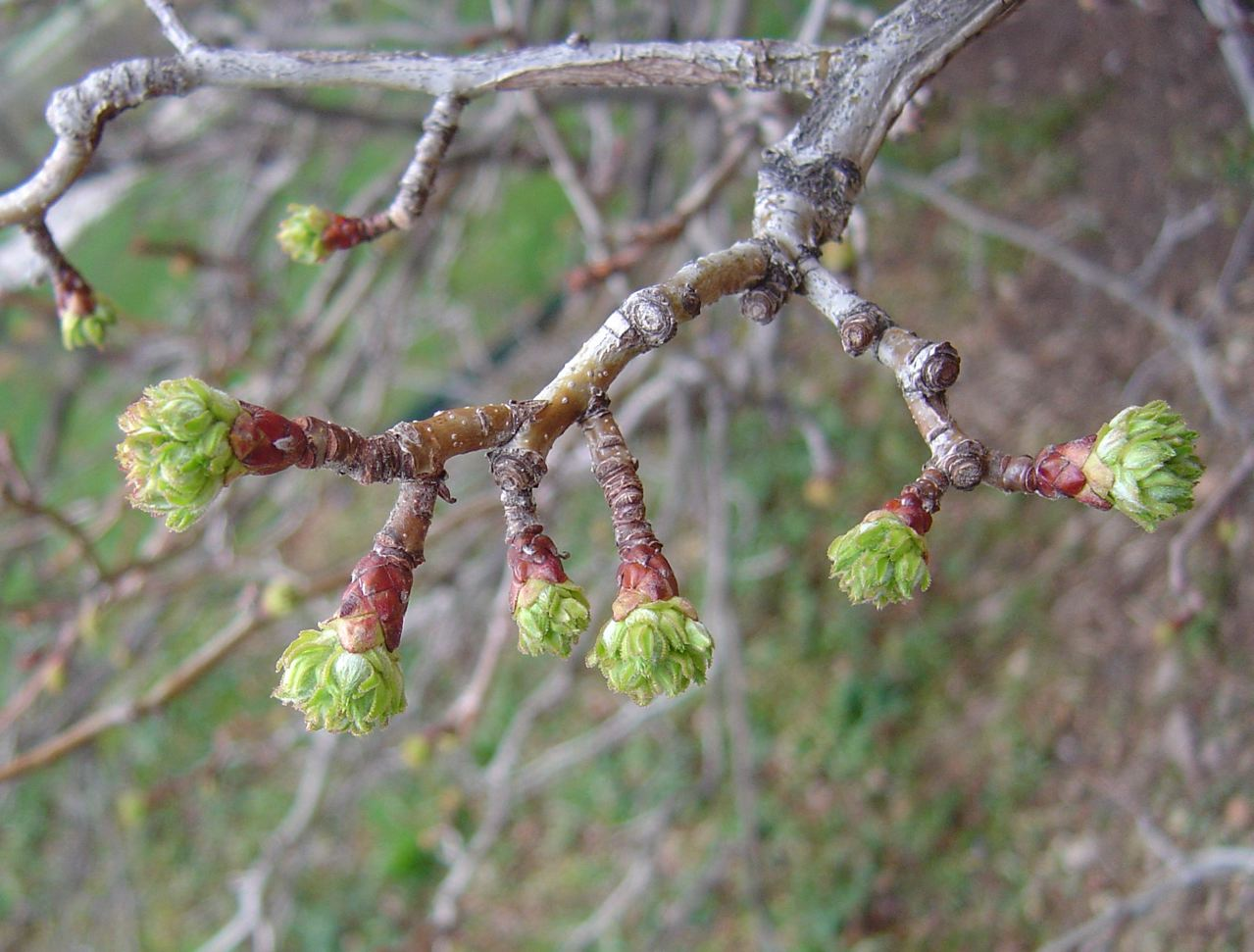
Yema
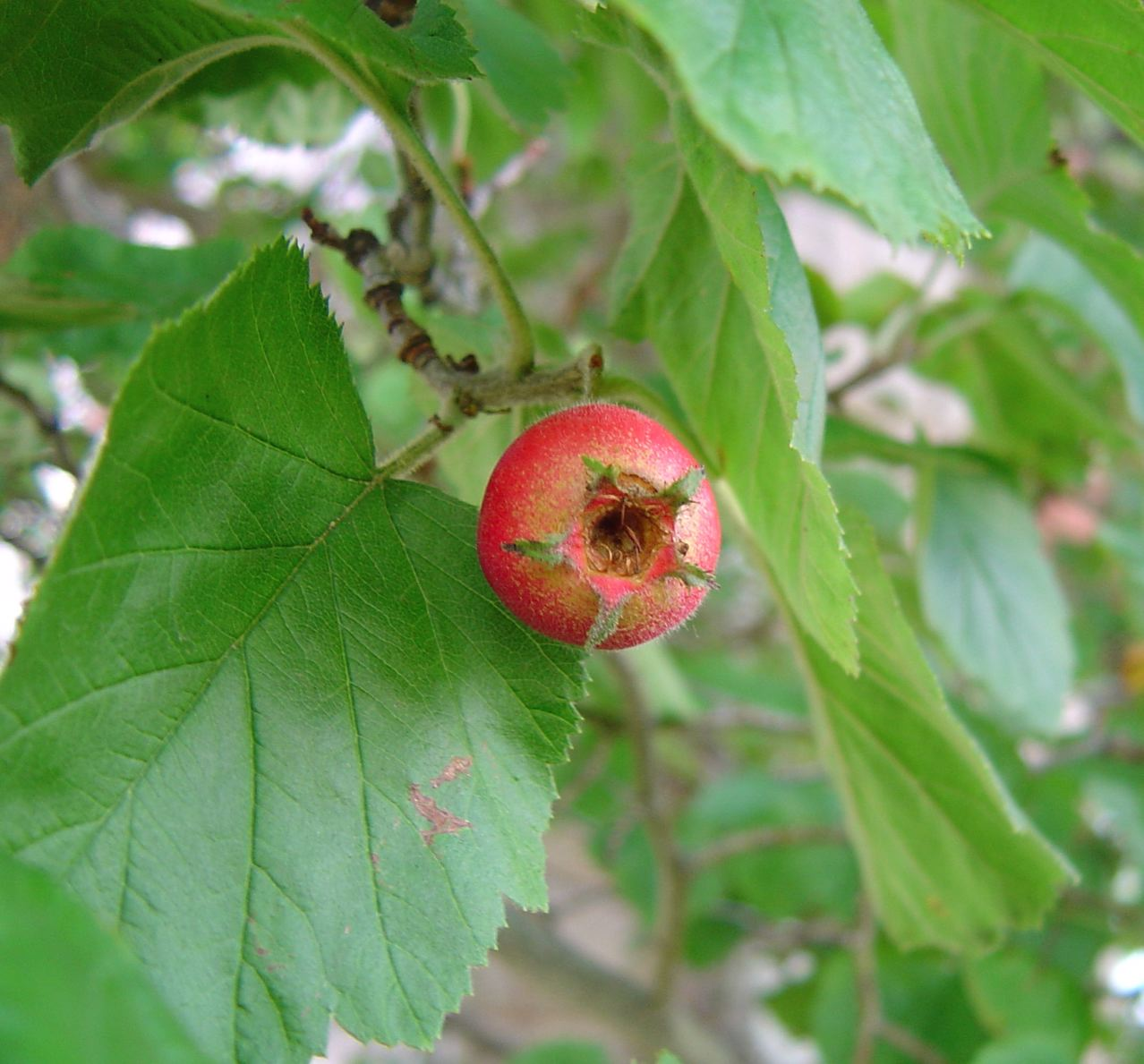
Fruto